# Bildzitat (Kunst)
Unter einem Bildzitat versteht man in bildender Kunst und Architektur (→ Architekturzitat) die Übernahme eines einzelnen Formelements aus einem anderen Werk als bewusste Bezugnahme auf dieses fremde Werk (z. B. im Sinne einer geistreichen symbolhaften oder verfremdenden Anspielung). Das Zitat will als ein solches erkannt werden und schafft dadurch eine inhaltliche Beziehung zu dem zitierten Werk. Auch bedeutungsvolle Motive können zitiert werden.
Als eigenständiges Ausdrucksmittel in der Kunst unterscheidet sich das Zitat wesentlich (d. h. inhaltlich) von der Kopie, von der Wiederaufnahme und von der Weiterentwicklung (z. B. eines Motivs) und graduell von der formalen Anspielung.
Davon strikt zu unterscheiden ist der urheberrechtliche Begriff Bildzitat.
Vergleiche auch die Paraphrasen in der Kunst.